# Dicrostonyx richardsoni
Dicrostonyx richardsoni — вид ссавців з родини Arvicolidae.

## Проживання
Країни проживання: Канада (Манітоба, Північно-Західні території, Нунавут). Проживає в тундрі, найчастіше на відкритих, сухих ділянках.

## Морфологічні особливості
Має короткий, кремезний тіло, покрите сивий коричневим хутром з тонкою темною смугою вздовж спини і червонувато-сірим черевом. Має невеликі вуха, короткі ноги, дуже короткий хвіст і червонуватий комір на грудях. Взимку вкритий білим хутром. Має збільшені копальні кігті на передніх лапах. Тварина 13 см в довжину з хвостом 1 см, і вагою близько 60 гр.

## Життя
Харчуються травами влітку і гілками верби, осики і берези в зимовий період. Хижаки: сова біла, куницеві й песець. Самиці мають дві або три виводки по 4—8 дитинчат на рік. Дитинчата з'являються на світ в гнізді в підземній норі або приховані в рослинності. Активні цілий рік, вдень і вночі. 